# La Moraña

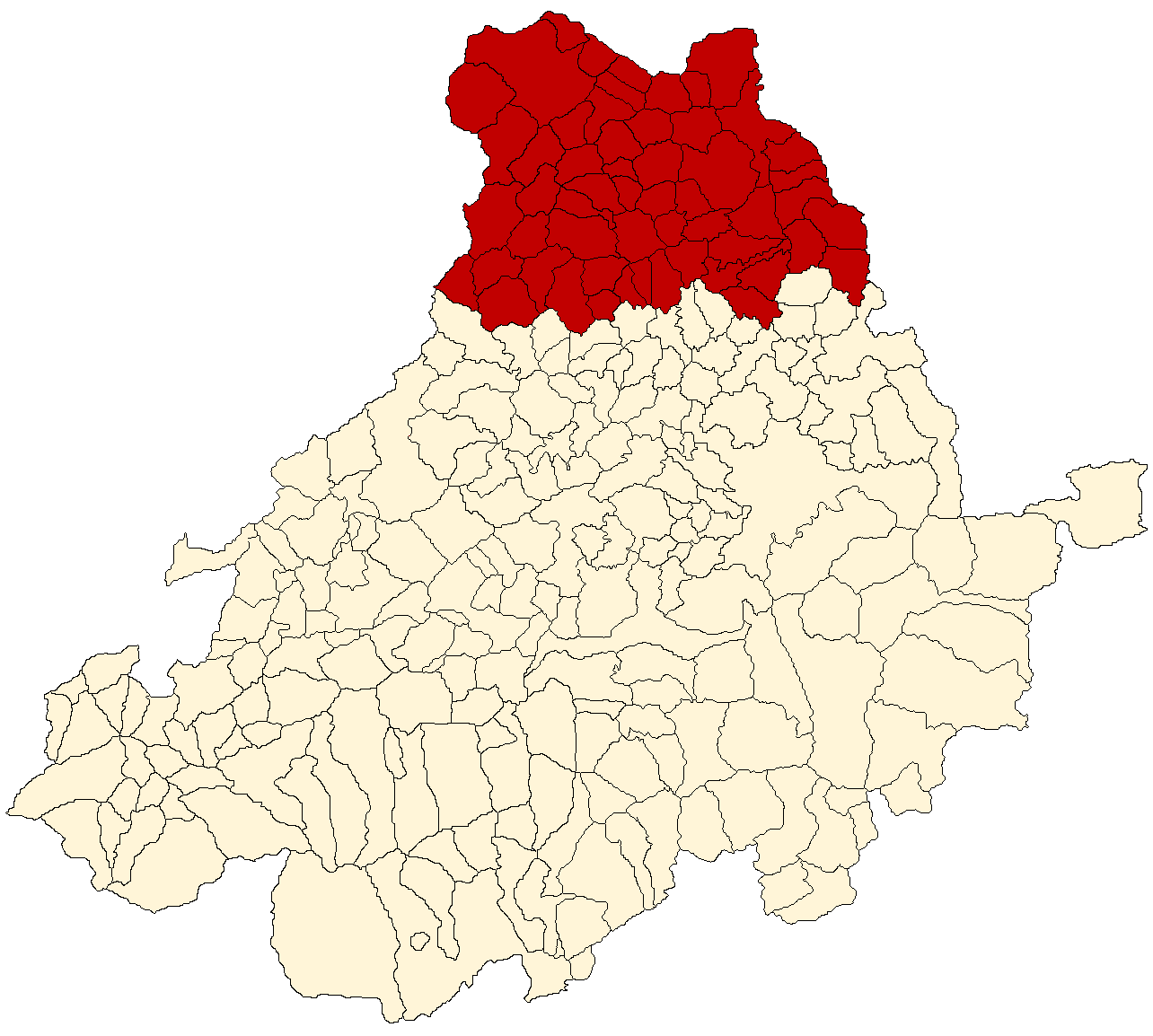
Situación de la comarca en la provincia de Ávila

La Moraña es una comarca natural de la provincia de Ávila situada en su zona norte entre las provincias de Salamanca, Valladolid y Segovia, en España.
Camilo José Cela en su libro Judíos, moros y cristianos, narra un viaje que realiza por tierras de Segovia y Ávila,  entre 1946 y 1952, y una de las comarcas por las que pasa es la Moraña:

La Moraña  cría el cereal, tolera la vid y maldice el árbol. Lope de Vega la cantó en ripio ilustre:

Hoy segadores de España

vení a ver a la Moraña

trigo blanco y sin argaña,

que de verlo es bendición.

Ésta sí que es siega de vida

ésta sí que es siega de flor.

## Historia

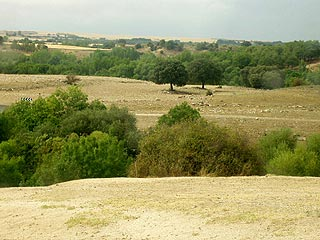
Paisaje típico de la Moraña desde Peñalba de Ávila.

Después de la despoblación producida desde la invasión árabe, la vuelta a su repoblación viene de la mano de grupos mozárabes y muladíes que, desde la segunda mitad del siglo X y todo el siglo XI, van estableciéndose en esta comarca, parte de las extremaduras castellanas y zona de clara inestabilidad política, hasta la reconquista de Toledo en 1085. Estos pobladores, si bien mantienen en su mayoría la religión cristiana, presentan elementos aglutinantes por cuanto usan indistintamente la lengua latina-romance y la árabe; igualmente y en este sentido conservaron su cultura romano-visigótica, pero con importantes elementos árabes. Es a partir de la citada reconquista de Toledo en 1085 y la consolidación de las extremaduras castellanas, cuando a través de los consejos de villa y tierra se va repoblando la comarca con emigrantes de otras partes del norte de la península.

## Origen etimológico
Respecto al nombre de la región está bastante extendida la creencia, que vendría de tierra de moros, La Morania, que evolucionó a Moraña. Esta no es la versión que se tiene en la zona sobre el origen de dicho término, sino que la creencia popular es que vendría de Maraña, maraña de pueblos, por la cantidad de pueblos que se agrupan en dichas tierras. No obstante, la proporción de moros en la zona debió de ser la misma que en el resto de las tierras de extremadura (extremos del Duero), no siendo por ello característico dicha población para designar el territorio.
En la zona de Ávila, tenemos una gran proporción de nombres que han conservado su origen prerromano. Es característico la abundancia del término Muñoz, que vendría de Munio (mendi en vasco), y que significa cerro. Por otra parte también encontramos el término Aran, valle en lenguas prerromanas, y presente también en el vasco, distribuido a lo largo de las dos vertientes del Sistema Central (Aranda, Jaranda, Jarandilla, Arandilla, Peñaranda, Aranjuez, etc.) En este caso, la palabra Moraña, podría fácilmente estar relacionada con ambos términos.  De tal manera que evolucionaría a partir de Munio Arania - Munoaraña - Moaraña - Moraña. En este caso, la traducción podría ser algo parecido a "el valle de los cerros", debido a que la primitiva Muni Arania fueran terrenos más cercanos a Gredos y que se extendiese el nombre al resto de los llanos, o que las poblaciones originales se situaran en los pequeños cerritos que se encuentran a lo largo de la región.

## Municipios
De acuerdo a la información de la Diputación de Ávila, a la comarca de La Moraña pertenecen 56 municipios.
| MUNICIPIOS DE LA COMARCA DE LA MORAÑA | | | |
| - Adanero - Aldeaseca - Arévalo - Aveinte - Barromán - Bercial de Zapardiel - Bernuy-Zapardiel - Blasconuño de Matacabras - El Bohodón - Cabezas de Alambre - Cabezas del Pozo - Cabizuela - Canales - Cantiveros - Castellanos de Zapardiel | - Cisla - Collado de Contreras - Constanzana - Crespos - Donjimeno - Donvidas - Espinosa de los Caballeros - Flores de Ávila - Fontiveros - Fuente el Saúz - Fuentes de Año - Gimialcón - Gotarrendura - Gutierre-Muñoz - Hernansancho - Horcajo de las Torres | - Langa - Madrigal de las Altas Torres - Mamblas - Moraleja de Matacabras - Muñomer del Peco - Muñosancho - Narros del Castillo - Narros de Saldueña - Nava de Arévalo - Orbita - Pajares de Adaja - Palacios de Goda - Papatrigo - Pedro-Rodríguez | - Rasueros - Rivilla de Barajas - Salvadiós - San Esteban de Zapardiel - San Pascual - San Vicente de Arévalo - Sanchidrián - Sinlabajos - Tiñosillos - Villanueva de Gómez - Villanueva del Aceral - Viñegra de Moraña |

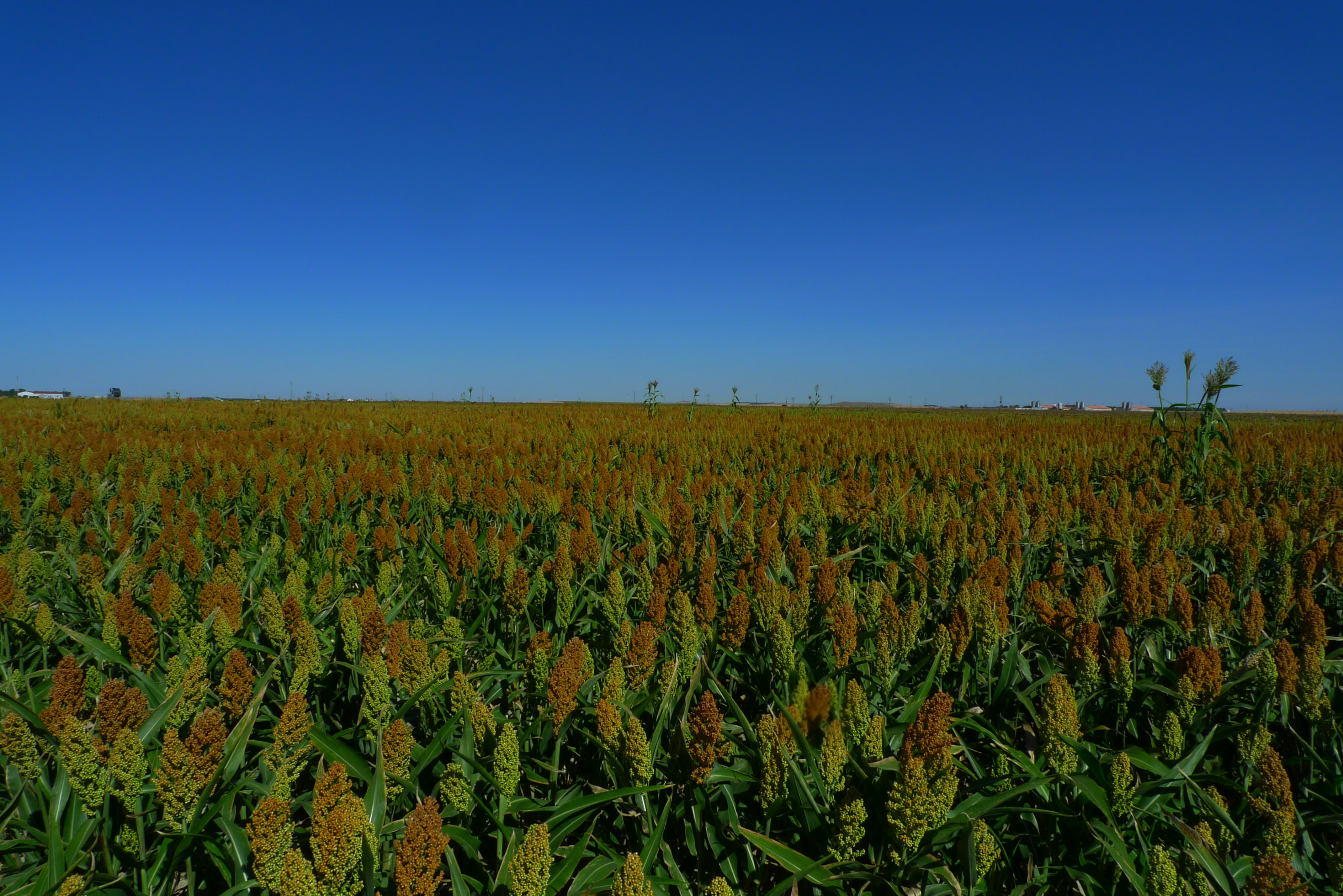
Campo de sorgo en la zona regable del Adaja

Algunos de los municipios cuentan con pedanías, entre las que destacan:
| Núcleo pedáneo       | Entidad municipal principal | Núcleo pedáneo                       | Entidad municipal principal  |
| -------------------- | --------------------------- | ------------------------------------ | ---------------------------- |
| Alquería de Torralba | Cisla                       | Noharre                              | Nava de Arévalo              |
| El Ajo               | Flores de Ávila             | San Cristóbal de Trabancos (Cebolla) | Rasueros                     |
| Castilblanco         | Muñogrande                  | Tornadizos de Arévalo                | Palacios de Goda             |
| Chaherrero           | Crespos                     | Villamayor                           | Muñosancho                   |
| Jaraíces             | Constanzana                 | Villar de Matacabras                 | Madrigal de las Altas Torres |
| Magazos              | Nava de Arévalo             | Vinaderos                            | Nava de Arévalo              |

Aunque la clasificación de municipios oficial es la citada, algunos municipios como El Oso donde está el centro de investigación de las Lagunas de La Moraña no es calificado como morañego por la Diputación, sino que entra en la Sierra de Ávila y el Valle de Amblés. 
Realmente muchos municipios son de clasificación discutida, incluso por la propia Diputación, generalmente los que pertenecen a las cuencas de los ríos Zapardiel, Trabancos, Regamón, Arevalillo o sus afluentes.  Atendiendo a la clasificación de la web "Turismo de Ávila"(página creada por la Diputación), los municipios en discusión son:
| Municipios incluidos en algunas ocasiones en La Moraña y en otras en la Comarca de Ávila (La Moraña Alta)                                                             | Municipios incluidos en algunas ocasiones en La Moraña y en otras en la Comarca de Ávila (La Moraña Alta) |
| --- | --- |
| - Albornos - Blascomillán - Blascosancho - Las Berlanas - Brabos (y Horcajuelo) - Gimialcón - Herreros de Suso - Maello - Monsalupe - Muñogrande - El Oso - El Parral | - Pozanco - Peñalba de Ávila - Riocabado - San Juan de la Encinilla - San Pedro del Arroyo (y Morañuela) - Santo Domingo de las Posadas - Santo Tomé de Zabarcos - Vega de Santa María - Velayos - Villaflor - Viñegra de Moraña - Vita |

## Medio

### Climatología

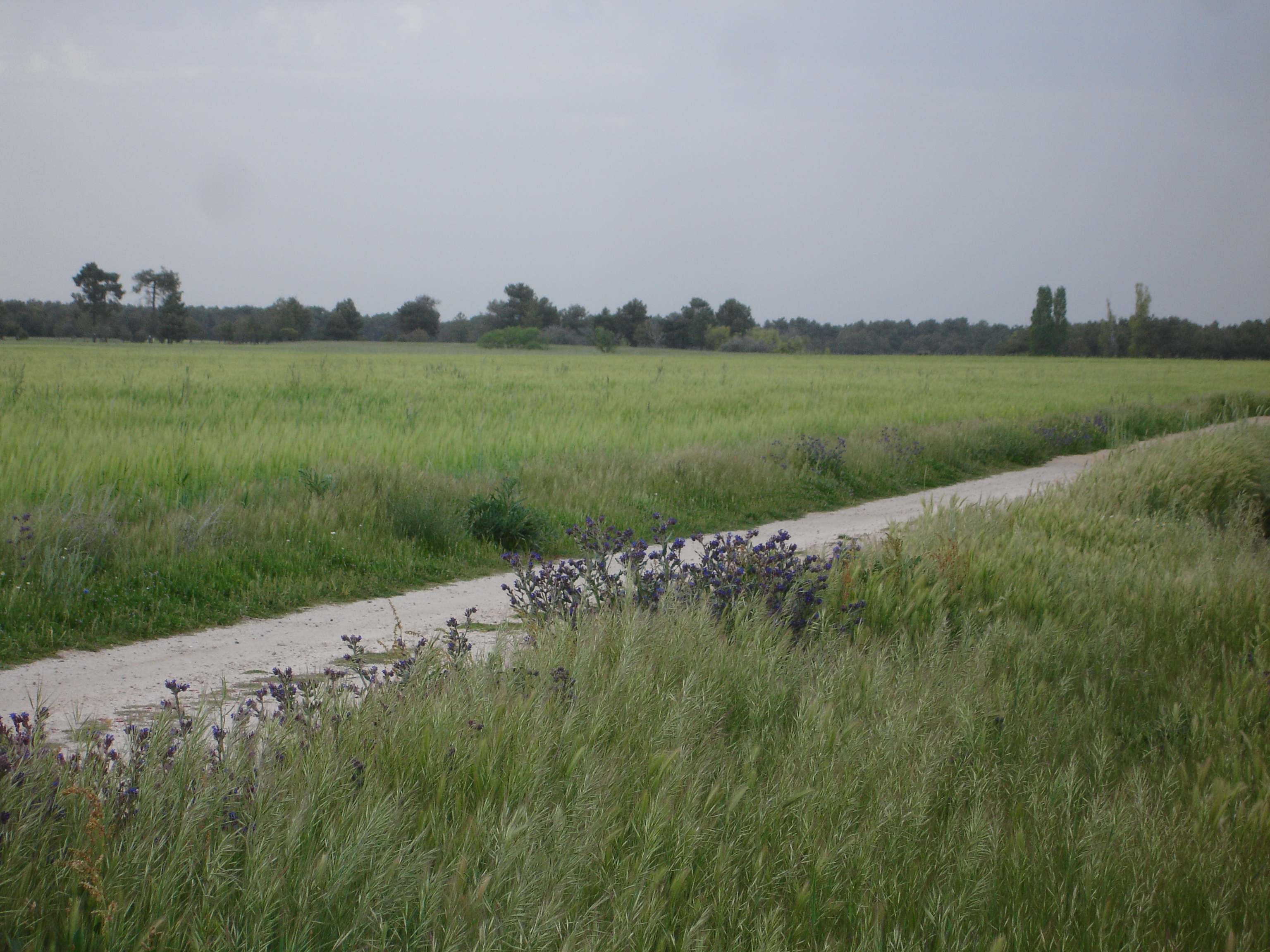
Campo de cebada en La Moraña

El clima es mediterráneo continentalizado (Csb en clasificación climática de Köppen) con inviernos fríos (mínimas de -15Cº) y veranos cortos y templados-cálidos (máximas 35Cº), las precipitaciones se establecen en el ámbito de entre 450 y 650 mm anuales, con precipitaciones más abundantes en otoño y primavera y un periodo seco que va entre 2 y 3 meses. 
Es una comarca con una marcada sequía causada por el denominado efecto Föhn, dado que La Moraña se ubica en la zona de sotavento de la Sierra de Ávila, donde los vientos cargados de humedad van en dirección sur-norte, produciéndose las mayores descargas de precipitación en los valles del Tiétar y el Alberche, y llegando el viento seco a esta área.

### Relieve e hidrología
La altitud media de la Moraña sobre el nivel del mar ronda los 900 metros. Los materiales que conforman la litología son predominantemente sedimentarios, mayoritariamente del cuaternario y el terciario, que forman una extensa llanura que en algunos puntos puede presentar algunas colinas.

#### Lavajos
Es una comarca donde es bastante frecuente la existencia de lavajos, lagunas generalmente endorreicas y temporales bastante comunes en La Moraña. Muchas de ellas han desaparecido debido a la visión que hubo históricamente de estos humedales como "insalubres" y fueron siendo ocupadas por tierras de cultivo, y las que sobrevivieron retrocedieron o desaparecieron a causa de la sobreexplotación del acuífero de Los Arenales. Quizá las más relevantes a día de hoy son la Laguna de los Lavajares ubicada en Horcajo de Las Torres y la Laguna del Regajal en Donjimeno (siendo esta el nacimiento del río Valtodano). Ambas han sido declaradas como Zonas Húmedas y la Laguna del Regajal es Punto de Interés Ornitológico.

#### Ríos

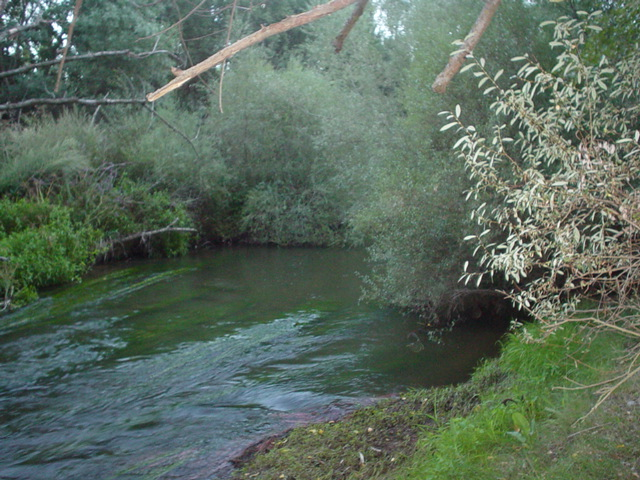
Río Adaja a su paso por la comarca en Villanueva de Gómez.

En cuanto al medio fluvial, se debe destacar que en la Moraña es bastante relevante, dado que su relieve llano y la escasez de precipitaciones marca mucho tanto el plano cultural como el paisaje. La mayoría de ríos son estacionales, pero todos ellos tienen relevancia a pesar de sus bajos caudales.

El río que normalmente se suele asociar erróneamente como el más importante de la Moraña suele ser el Adaja, por ser quizá el más anómalo de los ríos principales de esta comarca. El Adaja es un río que tiene unos caudales superiores debido a que su área de cuenca es muy superior debido a su nacimiento en el valle de Amblés, y además es un río que se encuentra muy encajado en un valle profundo contrastando con los demás a nivel hidrológico y paisajístico, ya que su relieve ha impedido que la actividad agrícola haya afectado sus riberas. Además el Adaja sirve como fuente de abastecimiento mediante el embalse de Las Cogotas en Ávila, siendo el único río regulado por embalses que atraviesa la comarca.

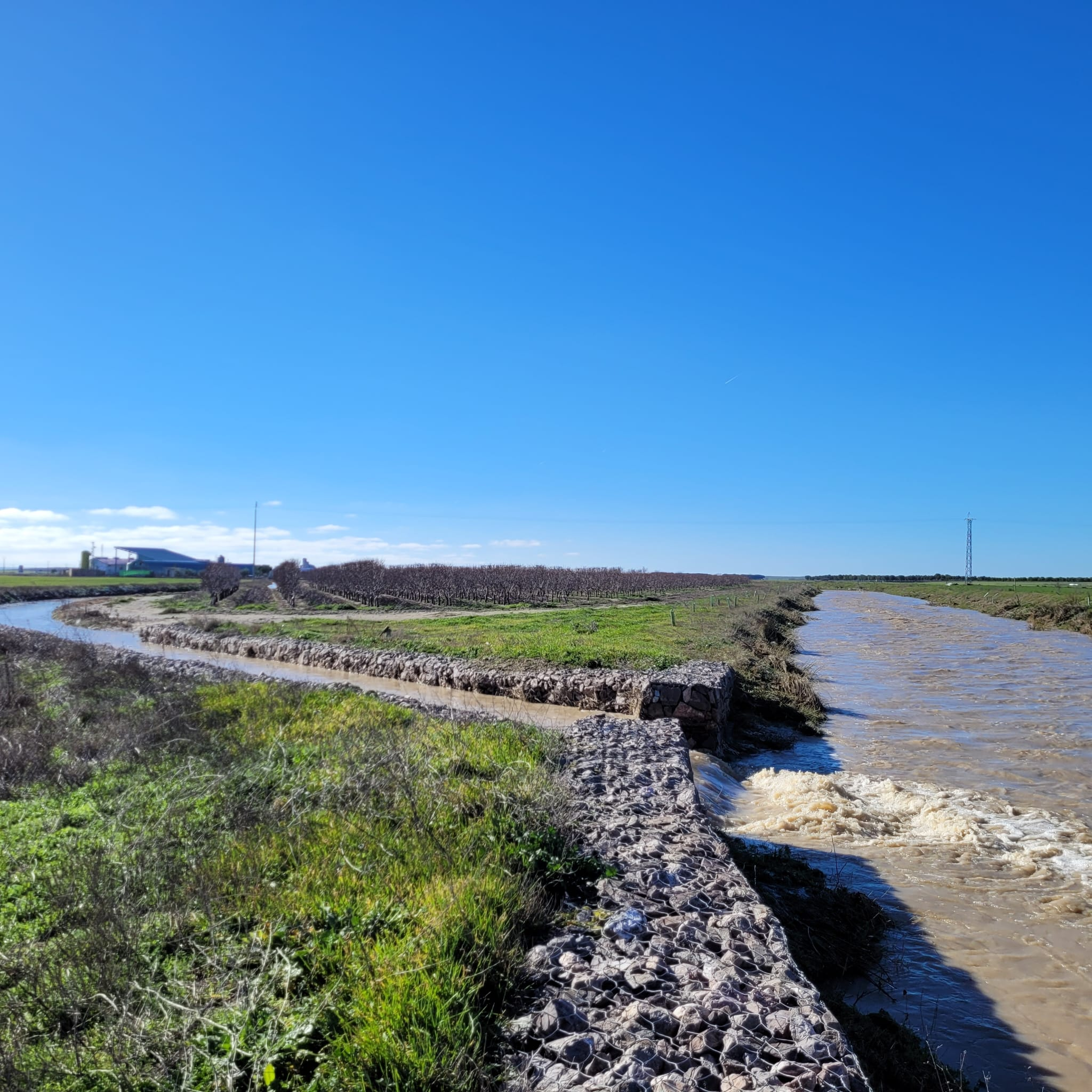
Desembocadura del río Valtodano (izquierda) en el río Zapardiel (derecha) en Castellanos de Zapardiel

Junto con el Adaja, posiblemente el río más importante y característico de la Moraña es el río Zapardiel, cuyas características son muy similares a los otros dos ríos principales: Trabancos y Arevalillo (este último afluente del Adaja). Históricamente, el Zapardiel ha sido un río muy molesto para los núcleos ribereños, teniendo antiguamente un caudal permanente aunque bajo que era insuficiente para regar los campos, pero que sufría numerosas crecidas que causaban estragos de forma bastante frecuente, limitando mucho a los municipios ribereños. Esta dinámica es la causa de que el río hoy sea prácticamente un canal rectilíneo y hasta previo al proyecto LIFE-IP, estaba lleno de motas, obstáculos longitudinales para evitar inundaciones por la subida del nivel, con la contra de que aumentan la velocidad de la corriente, siendo inundaciones más destructivas. Uno de los puntos más conflictivos se encontraba en Castellanos de Zapardiel, en la confluencia con el río Valtodano que provocaba el desbordamiento del Zapardiel.
El Trabancos tiene una dinámica y unas alteraciones muy similares a la del río Zapardiel, aunque sus inundaciones han sido menos recurrentes, quizá porque va ligeramente más encajado.
El Arevalillo es un río más complejo, en su zona llana ubicada en la zona de Papatrigo se encuentra rectificado y encauzado con presencia de motas para intentar contener las frecuentes inundaciones de forma muy similar a los casos anteriores. Aquí son muy importantes los ríos Merdero (especialmente) y Espinarejo que suelen también desbordarse y se unen ambos al Arevalillo en Papatrigo por lo que también se encuentran encauzados. El río Merdero ya destacaba en tiempos de Madoz por sus inundaciones que causaban estragos. Posteriormente, pasado el término de Cabizuela, el Arevalillo se va clavando en un valle cada vez más profundo hasta llegar a su desembocadura en el Adaja en Arévalo, y cambiando su paisaje desde el cultivo de secano a uno rodeado por pinares en consonancia con el paisaje del Adaja.
De menor tamaño, el ya mencionado río Valtodano que discurre por el área central de La Moraña. Es muy destacable por su importancia ecológica en su cabecera y por su abundante patrimonio cultural  en el área de Fuentes de Año y Langa, entre el que destacan fuentes, manantiales y los restos de sus molinos harineros, siendo el único afluente del Zapardiel que de forma natural podía moverlos.
El río Regamón destaca por ser el afluente más importante del Trabancos y por formar parte de la ZEPA (Zona de Especial Protección para las Aves) "Tierra de Campiñas" (a la que pertenecen también Zapardiel, Valtodano y Trabancos) por su riqueza en aves esteparias como la avutarda, el cernícalo primilla entre otras.
Por último, destacar a los tres afluentes del río Arevalillo: el ya mencionado río Merdero, el río de Las Berlanas y el río Espinarejo todos ellos muy destacables, o bien por su historial de inundaciones, bastante sonadas en la comarca o su valor ambiental, siendo el Arevalillo y el Espinarejo zona de protección especial.
Todos ellos, conforman los nueve ríos morañegos, aunque también puede haber otros arroyos con cierta relevancia a nivel local como el Arroyo de Palacios Rubios u otros.

### El acuífero
La mayoría de ríos de la comarca sufren el problema de la sobreexplotación del acuífero de los Arenales, más en concreto de la masa subterránea de Medina del Campo-La Moraña, afectando de forma directa sobre el caudal de los ríos, que han pasado en su mayoría de ganadores a perdedores, filtrando sus caudales para recuperar el nivel freático. También los humedales han sufrido la misma situación dada la alta permeabilidad del área.
Por este motivo, al río Voltoya que pasa tangencialmente por la Moraña entre el límite de Sanchidrián y Maello no se le suele considerar porque no se ve afectado por esta situación, ni sigue las dinámicas hidrológicas, paisajísticas y culturales de la Moraña, siendo meramente un río limítrofe.

### Paisaje y cultura
La economía de la comarca es, principalmente, agrícola.
Durante el siglo XX, el tradicional paisaje cerealista se fue transformando en una alternancia de cultivos de secano y regadío, gracias a las perforaciones que permitieron la extracción del agua de los acuíferos subterráneos. La aparición de cultivos de regadío ajenos a la región, fundamentalmente remolacha azucarera, transformó la economía de la comarca, y su proliferación agravó el problema de la pertinaz sequía, que se ve bien reflejada en el escaso o inexistente caudal de sus ríos.
La comarca está plagada de pequeños municipios compactos, separados habitualmente una media de 5 km. Dichos municipios poseen excelentes piezas de arquitectura románico-mudéjar. Cómo representantes de este estilo morañego son los templos de San Nicolás de Bari en Madrigal de las Altas Torres, la ermita de La Lugareja en Arévalo, y las iglesias parroquiales de Donvidas, Narros del Castillo, Fontiveros, Horcajo de las Torres y Palacios Rubios.
Hay quien distingue varias Morañas: norteña, oriental y occidental, las dos últimas separadas por el curso del río Arevalillo.

#### Ríos de la Moraña
- Río Adaja
- Río Zapardiel
- Río Trabancos
- Río Arevalillo
- Río Valtodano
- Río Regamón
- Río Rivilla o Espinarejo
- Río Merdero
- Río de Las Berlanas

| Principales ríos de La Moraña por cuenca | Principales ríos de La Moraña por cuenca | Principales ríos de La Moraña por cuenca |
| Cuenca del Adaja                         | Cuenca del Zapardiel                     | Cuenca del Trabancos                     |
|                                          |                                          |                                          |
| Subcuenca del Arevalillo                 |                                          |                                          |
| ---------------------------------------- | ---------------------------------------- | ---------------------------------------- |
|                                          |                                          |                                          |
| Principales afluentes                    |                                          |                                          |
| Afluentes del Río Arevalillo             | Afluentes del Río Zapardiel              | Afluentes del río Río Trabancos          |
|                                          |                                          |                                          |

#### Humedales
- Lavajos
- Lagunas de El Oso
- Laguna del Regajal